# Мансури, Язид
Язи́д Мансури́ (араб. يزيد منصوري‎; 25 февраля 1978, Ревен, Арденны, Франция) — алжирский футболист. Выступал за сборную Алжира. Мансури обычно играл на позиции опорного полузащитника, также способен был играть в центре полузащиты.

## Биография

### Клубная карьера
Мансури начал свою карьеру в клубе шестого французского дивизиона «Тенке», в 17-летнем возрасте он перешёл в клуб Лиги 1 «Гавр», в котором сначала играл за молодёжную команду, а потом провёл 6 сезонов в основной команде. В 2003 году он перешёл в английский «Ковентри Сити», однако уехав на Кубок Африки 2004 вопреки запрету клубного руководства, он испортил отношения с клубом и контракт с ним был расторгнут спустя полгода после подписания. В 2004 году он вернулся во Францию, где сначала два года отыграл за «Шатору», а с 2006 года выступает за «Лорьян».

### Карьера в сборной
Мансури родился во Франции, но имеет алжирские корни, поэтому он мог представлять на международном уровне, как сборную Франции, так и сборную Алжира. 6 октября 2001 года Мансури дебютировал в составе национальной сборной Алжира в товарищеском матче против сборной Франции.
Всего в составе сборной провёл 67 матчей, не забив ни разу. Был включён в заявку сборной на чемпионат мира 2010 года в ЮАР, предварительно был выбран капитаном команды, но ни разу не появился на поле. Вскоре после окончания чемпионата мира заявил о завершении карьеры в сборной.